# Didymella alectorolophi
Didymella alectorolophi är en svampart som beskrevs av Rehm 1923. Didymella alectorolophi ingår i släktet Didymella, ordningen Pleosporales, klassen Dothideomycetes, divisionen sporsäcksvampar och riket svampar.   Inga underarter finns listade i Catalogue of Life.